# 에이수스 폰패드
에이수스 폰패드(Asus Fonepad)는 에이수스가 개발한, 이동 통신 기능이 있는 6", 7", 8" 태블릿 컴퓨터 시리즈이다. (그러므로 패블릿으로 간주됨) 최초 모델인 폰패드 ME371MG은 인도에서 2013년 4월 24일, 영국에서 4월 26일 런칭하였다. 6개월 후 2013년 9월, 에이수스 폰패드 7은 2014년 에디션과 함께 새롭게 개선되었으며 이후 2014년 6월 폰패드 8, 업그레이드된 7이 출시되었다. 2014년 8월 26일, 에이수스는 에이수스 폰패드 7 2014 에디션(FE7530CXG)을 런칭했으며 이는 인텔 아톰 Z3560 프로세서, 1GB RAM, 7인치 1280x800 화면, 안드로이드 4.4 킷캣 운영 체제를 탑재한 3G 전화 태블릿이다.
2014년, 에이수스는 인도네시아에 에이수스 폰패드 장치들을 배포하기 위해 PT 드래곤 컴퓨터 앤드 커뮤니케이션과 PT 메트로데이터 일렉트로닉스를 지목하였다.